# Георг III фон Ербах
Георг III фон Ербах (на немски: Georg III von Erbach; * 15 юли 1548 в Ербах в Оденвалд; † 26 февруари 1605 също там) е граф на Ербах и Бройберг.
Той е най-възрастният син на Еберхард XII фон Ербах (* 19 януари 1511; † 12 юли 1564) и съпругата му Маргарета фон Даун (* 25 септември 1521; † 5 април 1576), дъщеря на вилд и райнграф Филип фон Залм-Даун (1492 – 1521).
Той е наследник на дворец Райхенберг и го престроява на крепост в ренесансов стил.
Между 1588 и 1590 г. Георг III фон Ербах строи воден дворец Фюрстенау (в Михелщат). Той умира на 26 февруари 1605 г. в Ербах на 56 години. Погребан е в църквата на Михелщат, където от 1678 г. се намира фамилната гробница на графовете на Ербах. След смъртта му територията е поделена между синовете му:
- Фридрих Магнус (1575 – 1618) наследява Фюрстенау и Райхенберг,
- Йохан Казимир (1584 – 1627) наследява Бройберг и Вилденщайн,
- Лудвиг I (1579 – 1643) наследява части от Ербах и Фрайенщайн
- Георг Албрехт I (1597 – 1647) наследява Шьонберг и Зеехайм.

## Деца
Георг III фон Ербах се жени на 27 юли 1567 г. за графиня Анна Амалия фон Сайн (* ок. 1551; † 13 юли 1571), дъщеря на граф Йохан IX фон Сайн-Хахенбург-Хомбург (1518 – 1560) и Анна фон Хоенлое-Валденбург (1520 – 1594). Бракът е бездетен.
Георг III фон Ербах се жени втори път на 15 юли 1572 г. за графиня Анна фон Золмс-Лаубах (* 11 април 1557 в Лаубах; † 8 декември 1586), дъщеря на граф Фридрих Магнус фон Золмс-Лаубах и Агнес фон Вид, и има с нея 12 деца:
- Агнес Мария (* 24 май 1573 в Ербах; † 28 юни 1634 в Гера)

∞ Оберграйц 5 май 1593 Хайнрих XVIII Ройс-Шлайц-Оберграйц, господар на Оберграйц и Грайц (* 28 февруари 1563; † 16 януари 1616)
- Еберхард (* 13 април 1574; † 14 август 1574)
- Фридрих Магнус (* 18 април 1575 в Ербах; † 26 март 1618 в Райхенберг), от 1606 граф на Ербах, Фюрстенау и Райхенберг

∞ Дармщат 5 май 1595 ландграфиня Христина фон Хесен-Дармщат (* 25 ноември 1578; † 26 март 1596), дъщеря на Георг I фон Хесен-Дармщат
∞ Хайденхайм 18 септември 1597 графиня Йохана Хенриета фон Йотинген-Йотинген (* 28 август 1578; † 18 март 1619)
- Маргарета (* 17 май 1576 в Ербах; † 5 юни 1635 (или 26 май) в Улм)

∞ Йотинген 17 май 1598 граф Лудвиг Еберхард фон Йотинген-Йотинген (* 9 юли 1577; † 4 юли 1634)
- Анна Амалия (* 10 юни 1577; † ок. 1630)

∞ Ербах 21 октомври 1604 граф Фридрих I фон Залм-Нойфвил, Вилд- и Рейнграф в Даун (* 3 февруари 1547; † 5 ноември 1608)
∞ Хайденхайм 23 декември 1626 граф Емих IV фон Даун-Фалкенщайн (* 23 декември 1563; † 14 ноември 1628)
- Елизабет (* 30 юли 1578; † 15 март 1645)

∞ Ербах 3 март 1606 Хайнрих II Шенк фон Лимпург-Зонтхайм (* 22 януари 1573; † 13 май 1637)
- Лудвиг I (* 3 септември 1579; † 12 април 1643), от 1606 граф на Ербах цу Ербах и Фрайенщайн, от 1623 на Михелщет и Кьониг, от 1627 и на Вилденщайн

∞ Ербах 2 март 1606 графиня Юлиана фон Валдек-Вилдунген (* 11 април 1587; † 15/28 февруари 1622)
∞ 29 май 1624 графиня Йоханета фон Сайн-Витгенщайн (* 24 юли 1604; † 13 юни 1666)
- Агата (* 16 май 1581; † 30/20 април 1621)

∞ Карлсбург 23 октомври 1614 г. за маркграф Георг Фридрих фон Баден-Дурлах (1573 – 1638)
- Анна (* 27 април 1582; † 30 юли 1650 в Идщайн)

∞ във Фюрстенау 4 юли 1614 граф Филип Георг фон Лайнинген-Дагсбург-Фалкенбург (* 26 юли 1582; † 6 февруари 1627)
- Мария (* 11 май 1583; † 3 септември 1584)
- Йохан Казимир (* 10 август 1584; † 14 януари 1627) от 1606 граф на Ербах, Бройберг и Вилденщайн
- Барбара (1585 – пр. 1591)

На 11 ноември 1587 г. в Грайц Георг III фон Ербах се жени трети път за Доротея Ройс цу Оберграйц (* 28 октомври 1566; † 26 октомври 1591), дъщеря на Хайнрих XV/XVI Ройс-Плауен-Оберграйц „Средния“ (1525 – 1578) и Мария Салома фон Йотинген-Йотинген (1535 – 1603), и има с нея децата:
- Доротея Сабина (* 1 октомври 1588; † 20 януари 1589)
- Георг Хайнрих (* 20 януари 1590; † 10 февруари 1591)
- Мария Салома (*/† 15 май 1591)

На 2 август 1592 г. в Корбах Георг III фон Ербах се жени четвърти път за графиня Мария фон Барби-Мюлинген (* 8 април 1563; † 19/29 декември 1619), вдовица на граф Йосиас фон Валдек-Айзенберг (1554 – 1588), дъщеря на Албрехт X фон Барби-Мюлинген (* 15 февруари 1534; † 1588) и принцеса Мария фон Анхалт-Цербст (1538 – 1563) (* 1 декември 1538; † 25 април 1563). Двамата имат 6 деца:
- Доротея (* 13 юли 1593, † 8 октомври 1643)

∞ Валденбург 28 ноември 1610 граф Лудвиг Еберхард фон Хоенлое-Валденбург-Пфеделбах (* 19 януари 1590; † 1 ноември 1650)
- Фридрих Христиан (* 25 юли 1594; † 15 септември 1594)
- Кристина (* 5 юни 1596; † 6 юли 1646)

∞ Зиген 16 януари 1619 граф Вилхелм фон Насау-Зиген (* 12 август 1592; † 18 юли 1642, убит)
- Георг Албрехт I (* 16 декември 1597; † 25 ноември 1647), от 1606 граф на Ербах, Шьонберг и Зеехайм, на Райхенберг 1623, на Фюрстенау 1627, цялата собственост 1643

∞ Ербах 29 май 1624 графиня Магдалена фон Насау-Диленбург (* 13 ноември 1595; † 31 юли 1633), дъщеря на Йохан VI фон Насау-Диленбург
∞ 23 февруари 1634 Анна Доротея Шенкин фон Лимпург-Гайлдорф (* 1612; † 23 юни 1634);
∞ Франкфурт на Майн 26 юли 1635 графиня Елизабет Доротея фон Хоенлое-Шилингсфюрст (* 27 август 1617; † 12 ноември 1655)
- Елизабет Юлиана (* 22 януари 1600; † 29 май 1640)

∞ Аролзен 2 март 1620 граф Георг Лудвиг фон Льовенщайн-Шарфенек (* 29 януари 1587; † 3. януари 1633)
∞ Вербесканс 25 юли 1636 Юхан Банер, генерал-фелдмаршал (1596 – 1641)
- Луиза Юлиана (* 18 юни 1603; † 28 септември 1670)

∞ 19 януари 1624 граф Ернст фон Сайн-Витгенщайн (* 26 август 1594; † 22 май 1632)